# 爆縮レンズ
爆縮レンズ（ばくしゅくレンズ）とは、原子爆弾に核分裂反応を発生させるための技術のひとつである。

## 概要

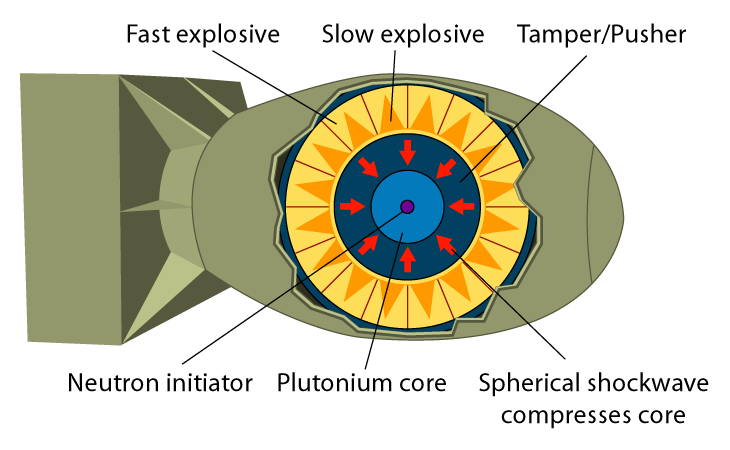
長崎型原爆の模式図。Fast explosiveが燃焼速度の速い火薬、Slow explosiveが燃焼速度の遅い火薬である

原子爆弾の構造は、大きく分けて、ガンバレル型（広島市に投下された原子爆弾「リトルボーイ」に代表される方式）とインプロージョン方式（長崎市に投下された原子爆弾「ファットマン」に代表される方式）の二種類に分類されるが、爆縮レンズはインプロージョン方式の中心となる技術である。
ガンバレル型は構造が単純であるが、プルトニウムを使用できず、濃度90%以上の高濃縮ウランを用いるしかない上に、小型化が難しく核分裂の効率も低いため、使用された唯一の例は広島の「リトルボーイ」においてのみであり、人類初の原子爆弾であるトリニティ実験の「ガジェット」と、長崎の「ファットマン」以降の世界の原子爆弾の多くが爆縮レンズを用いたインプロージョン方式となっている（核砲弾にはガンバレル型の採用例がある）。
爆縮レンズは単純な爆発の同期、圧力の均一化だけでなく、他にも様々なノウハウが必要であるため、ガンバレル型より製造が困難である。

## プルトニウム原爆の課題

色の濃いコブ状の部分が「遅い火薬」。これにより点火位置と中心を結んだラインでは到達速度が遅くなる。また、点火位置から点火ユニットの端を通り、遠回りして中心に至るラインでは速い速度が維持され、結果として中央ユニットに同時に爆発が到達する。

プルトニウムを用いる原子爆弾では、確実に核分裂反応を起こし、超臨界状態にするために、周囲から強い力をかけて中心部を圧縮する必要がある。このように、周囲全体から圧縮をかけることを、インプロージョン（爆縮）という。
爆縮には、火薬が燃焼した時に発生する衝撃波を用いる方法が考案されたが、中心に球形のプルトニウムを置き、その周囲を火薬でぐるりと包み込んで、電気仕掛けで複数の位置から点火しただけでは、それぞれの点火位置から最も近いプルトニウムだけに力（圧縮力）が先に到達してしまい、核分裂反応が発生しない。また、圧縮力の到達にむらが生じると、プルトニウムもろとも木っ端微塵に飛び散ってしまうため、プルトニウムの周囲全体に均等な力を同時にかけ、圧縮力が逃げないようにすることが必要とされた。

## 爆縮レンズの原理
マンハッタン計画の科学者らは、爆破加工に用いられていた爆薬レンズを応用し、燃焼速度の速い火薬と遅い火薬を組み合わせる方法を考えた。
球形のプルトニウムの周囲を火薬で包むという構造は同じだが、前述のように点火位置に近いプルトニウムだけ先に衝撃が伝わる事を防ぐために、遅い火薬をコブ状に追加した。これにより、点火位置の近くで先に伝わってしまう圧縮力が、速度の遅い火薬のコブで減速され、少し遅れてプルトニウムに到達するようになる。逆に、点火から離れた位置では速い火薬が多くなっているため、圧縮力が高速で伝わるようになり、球形のプルトニウムの全ての位置で、圧縮力と伝わるタイミングが一致するようになった。
この圧縮力の伝わり方がレンズの中の光に似ているため、爆縮レンズと呼ばれた。

## 開発とその後

爆縮レンズの構造

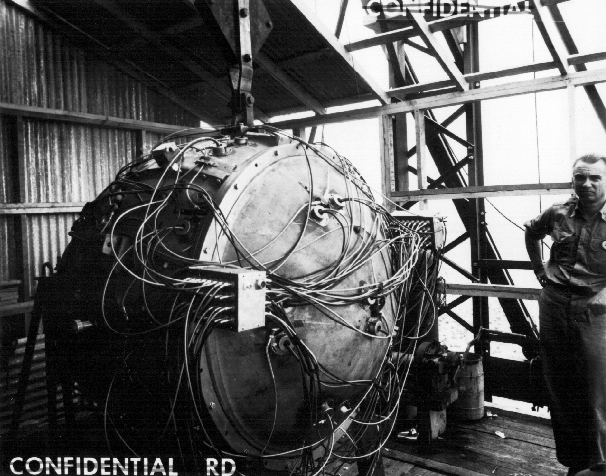
世界初の原子爆弾、ガジェット（Gadget）。複数の点火装置に伸びるケーブルが見える

開発に至るまでは火薬の燃焼速度等、様々な条件が一致することが求められ、当時の火薬学で用いられていたCJ理論では取り扱えないほど精密な計算を要求されたため、新たにジョン・フォン・ノイマンらによってZND理論が開発された。
ZNDモデルでは先行する衝撃波は不連続面として扱われるが、双曲型偏微分方程式を差分近似で数値的に解こうとすると衝撃波の不連続面は特異点になってそこで解が発散してしまい計算することが出来なくなってしまう。そこでジョン・フォン・ノイマンは人工粘性の概念を取り入れることで上放物型偏微分方程式の差分近似に置き換えて計算することに成功した。その結果、曲がりなりにも衝撃波の数値計算ができるようになった。しかし、ZND理論は大変に複雑で膨大な計算を要したため1940年代当時のロスアラモス研究所に集められたジョン・フォン・ノイマンらの数学者達が指揮する数多の計算手（多くは徴兵の対象とならなかった女性）の演算によっても、優に10か月以上の時間を要した。当時の彼ら彼女らには、適切なコンピュータが無かったためである。
計算の結果、点火装置の数と、それに応じるように配置された火薬のコブは、原子爆弾一つにつき32個が最適であると結論された。しかし、当時の起爆装置では32個の雷管を同時起爆する際に生じる誤差をナノ秒単位に収めることが出来なかった。そのため、新しく起爆電橋線型雷管が開発された。
そして、爆薬の配置の詳細な設計に当たっては、ロバート・サーバーにより提案された、半減期約41時間の放射性同位体ランタン140を模擬の核物質と共に爆縮させるRaLa実験が行われた。この実験の目的は、ランタン140から放出されるガンマ線の検出のタイミングを電離箱で測定すると共に、X線で高速撮影を行うことで衝撃波の挙動を調べることであった。ブルーノ・ロッシらによって開発・実施されたこの実験は、爆縮レンズの完成に大きく貢献した。
原子爆弾が32面体（切頂二十面体に似ているが、各面中心と隣接面中心との距離が等しい位置を辺とすると六角形は正六角形ではなくなる）の構造を取ることは当然機密であったが、マンハッタン計画に参加したセオドア・ホールら科学者の一部は、将来アメリカが核を独占する世界になることを恐れて、これらの情報をソビエト連邦に流した。ソビエト連邦はこれを基に第二次世界大戦後すぐに原子爆弾の開発を始め、スパイや共産主義思想を持つアメリカ科学者などからの継続的な技術情報の提供を受けながら4年後の1949年8月29日に核実験（RDS-1）を行った（ヴェノナ・プロジェクトも参照）。
その後も爆縮レンズの構造は機密扱いであり、トリニティ実験の映像なども一部がカットされた状態で公開されていた。特に点火装置の位置や数は当時の最高機密に属するものであった。
最初の爆縮式原爆であるファットマンでは爆縮レンズの爆薬だけで2,500キログラムにもなり重量の半分以上を占め、直径は137.8センチメートルと大きく原爆が大型化する最大の原因になっていた。
このため、後年では爆縮レンズの小型化が重要な課題となり、様々な方法によって最終的には直径30センチメートルに収まるほどにまで小型化されている。